# Polyesterová vlákna
Polyesterová vlákna (mezinárodní zkratka PET ) jsou syntetické výrobky ze skupiny, ke které patří textilní vlákna z polyetylentereftalátu (PET), z polybutylentereftalátu (PBT) a z polytrimetylentereftalátu (PTT). Označením polyesterová vlákna jsou zpravidla míněny výrobky z PET, ze kterého velká většina vláken pochází.

## Historický vývoj
Přírodní polyester je znám asi od roku 1830, první syntetický polyester se používal v 1. světové válce jako impregnační materiál. Vlákno ze syntetického polyesteru bylo vynalezeno v Anglii v roce 1941 a od roku 1947 se vyrábí průmyslově.
V roce 2022 dosáhla světová výroba polyesterových vláken 63 milionů tun, z toho 65 % ve formě filamentů a 35 % jako stříž. (V roce 2004 obnášela celková výroba 29 milionů tun).

## Chemické složení

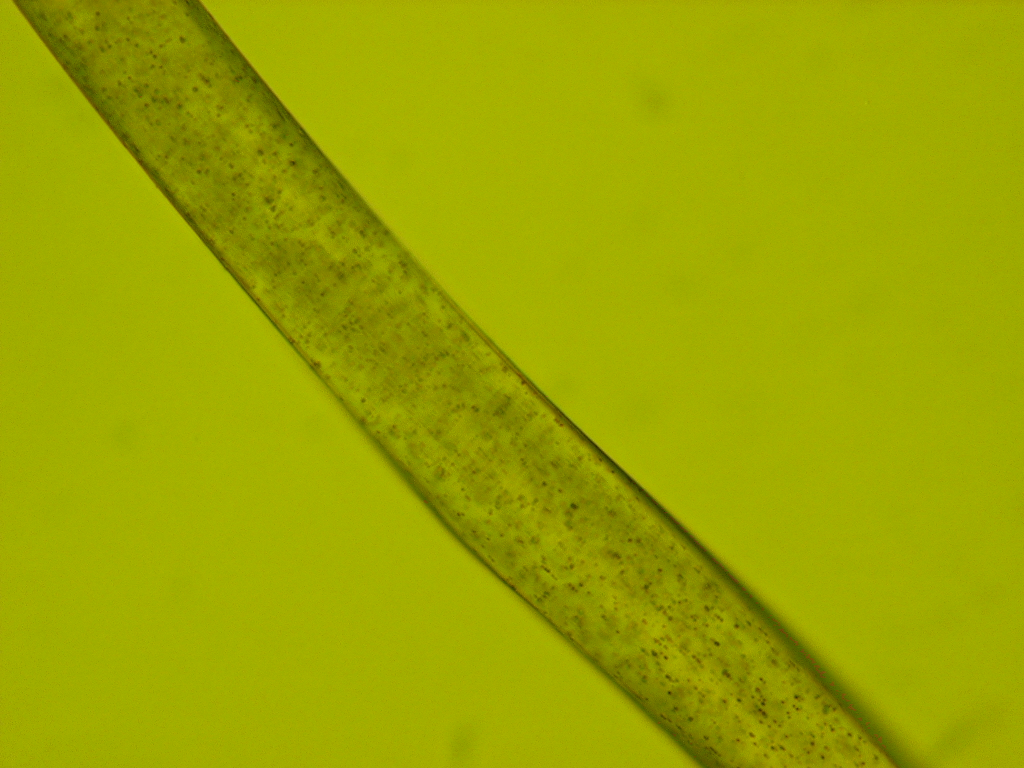
Polyesterové vlákno 400× zvětšené

Polyester je lineární makromolekula, jejíž hlavní řetězec -[-CO-O-]- sestává nejméně z 85 % z esteru vyrobeného polykondenzací.

## Výroba
Základní surovinou je ropa, ze které se získává dimethyltereftalát a glykol. Polykondenzací obou sloučenin pak vzniká polyethylentereftalát.
Polyethylentereftalát se
a) přímo zvlákňuje (kontinuální postup) nebo
b) zpracovává diskontinuálně: granulát – sušení –tavení – zvlákňování
Konečný výrobek je znám ve 3 formách: filament, kabílek a stříž.
Hedvábí (filament) se vyrábí v jednoduché, hladké podobě nebo modifikované. Polyesterové vlákno je svým chemickým složením velmi vhodné k modifikaci, tedy úpravám příměsí chemických sloučenin a k zušlechtěni mechanickým nebo pneumatickým tvarováním.
Kabílek z polyesterových filamentů je surovina pro přádelny vlny, resp. přádelny dlouhých vláken. Zde se filament trhá nebo řeže na konvertoru na stapl, který se délkou i tvarem může přizpůsobit staplu vlny.
Stříže se dodávají v délce a ostatních vlastnostech přizpůsobených vláknům, se kterými se smíchávají při předení.

## Vlastnosti a použití polyesterových vláken

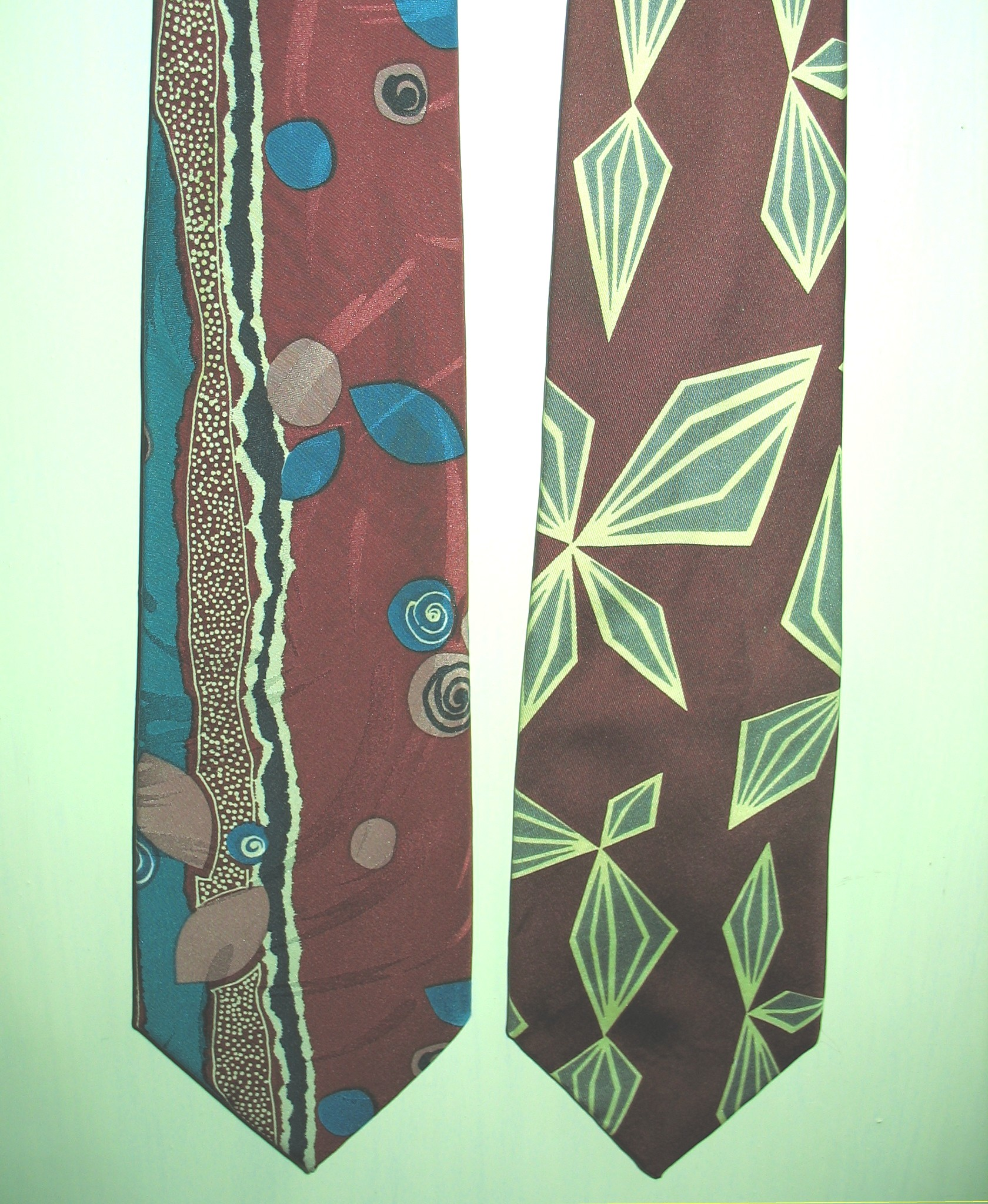
Hedvábné vázanky: vlevo z PES, vpravo z přírodního hedvábí

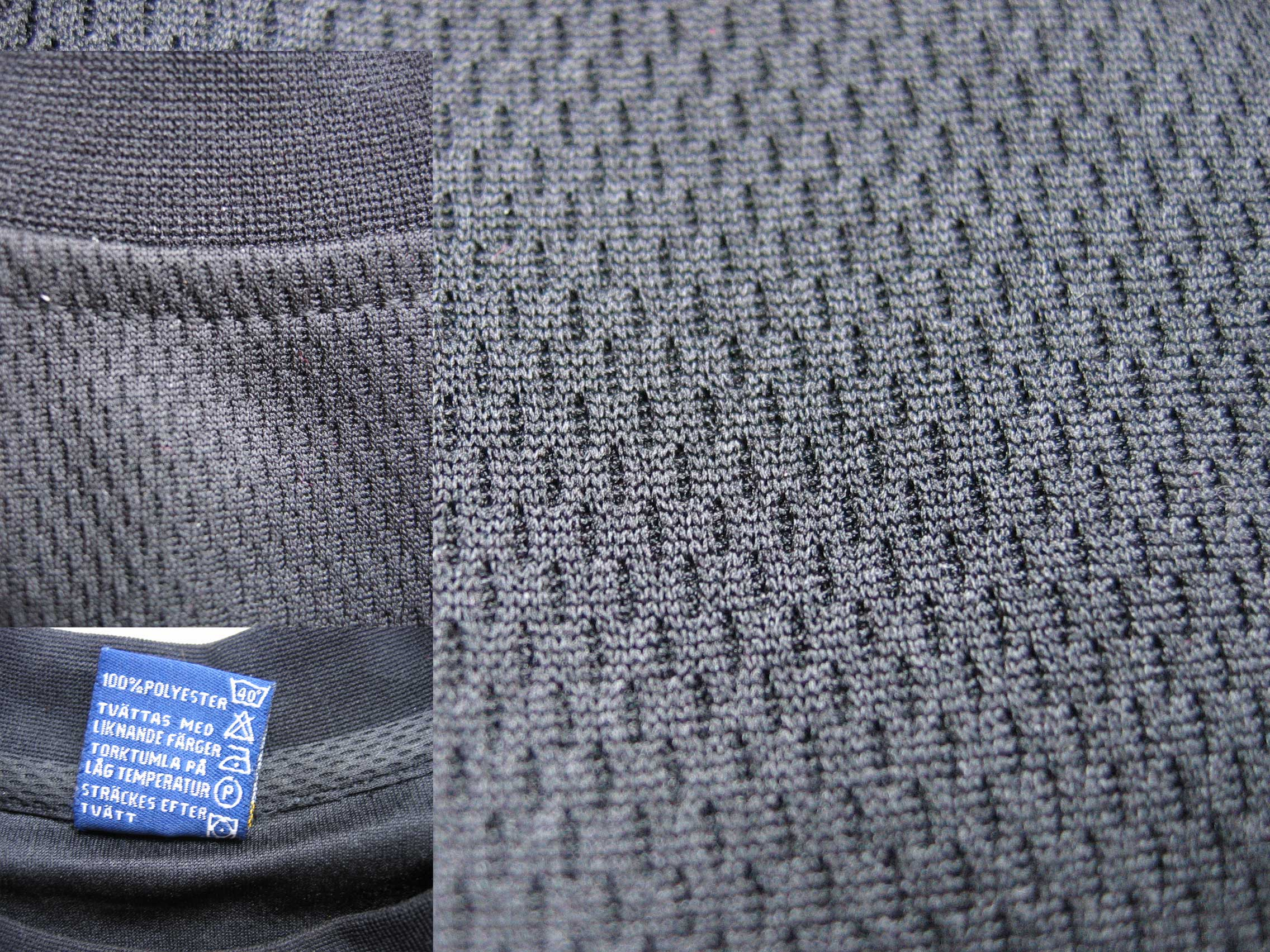
Pletenina na polokošile ze 100 % polyesteru

Polyesterová vlákna se mohou vyskytovat prakticky ve všech textilních výrobcích.
V roce 2024 se odhadovaly % podíly na použií: oděvy 47, bytový textil 28, ostatní (obaly, koberce, pneumatikové kordy, různé technické textilie aj) 25
K nejdůležitějším kladným vlastnostem patří:
Vysoká odolnost na světle, vůči povětrnosti a mikroorganizmům (záclony)
Malá navlhavost (rychlé sušení)
Mnohé vlastnosti se dají snadno zlepšit chemickými nebo mechanickými procesy. Například:
Zvýšenou orientací molekul se dá zvýšit pevnost (pneumatikové kordy, dopravní pásy, šicí nitě)
Přimícháním malého množství chemikálií se dá zlepšit
- žmolkovitost (na úkor pevnosti),
- afinita k barvivům (k barvení nemodifikovaných vláken: disperzní barviva)
- srážlivost, obloučkovitost

Omak a lesk velmi podobný přírodnímu hedvábí se dosahuje u vláken s neokrouhlým (např. trojúhelníkovým) průřezem.
Dutá polyesterová vlákna se používají jako alternativa k peří s tou výhodou, že se výrobky plněné tímto materiálem dají prát.
Vzhled polyesterového hedvábí podobný staplovým přízím se dosahuje mícháním vláken s rozdílným stupněm protažení a tvarování.
Mísením přírodních vláken s polyesterem se dosáhne v mnohém směru zlepšení užitných vlastností příze. Nejjemnější polyesterové vlákno (mikrovlákno) se vyrábí se čtvrtinou tloušťky průměrné bavlny, tkaniny ze směsí s polyesterem jsou lehčí a méně mačkavé, pevnější a trvanlivější. Podobně je tomu u směsí polyester/vlna.

### Vlastnosti modifikovaných polyesterů

#### Polyetylentereftalát (PET)
| Druh / modifikace               | Způsob výroby / vlastnosti                                                             | Příklady použití                                                                        | Známé značky                       |
| ------------------------------- | -------------------------------------------------------------------------------------- | --------------------------------------------------------------------------------------- | ---------------------------------- |
| Standard                        | 30-60 cN/tex, tažnost 20-50 % bod tavení 260 °C, hořlavost 22 LOI                      | filamenty: spodní prádlo, bytové textilie stříž: směsové příze na oděvy a byt. textilie | Trevira, Diolen Terylen, Grisuten  |
| Sráživé a elastické filamenty   | příměs kopolymeru, zobjemování termální úpravou bikomponentní vlákna (technologií S/S) | distanční pleteniny, filtrační tkaniny                                                  | Elas-Ter, T-400                    |
| Filamenty s vysokou pevností    | až 84 cN/tex, tažnost do 15%                                                           | bezpeč. a dopravní pásy klínové řemeny                                                  | Diolen, Dacron                     |
| Profilovaná vlákna              | až trojnásobná elasticita lesk přírodního hedvábí                                      | oděvní textilie                                                                         | Dacron hexsa, Trevira MC           |
| Dutá vlákna                     | 4-7dutin (kanálů)                                                                      | oděv. a bytové textilie                                                                 | Advansa, Coolmax                   |
| Vlákna se sníženým žmolkováním  | modifikace chemického složení                                                          | oděv. textilie                                                                          | Trevira 350, Dacron 138            |
| Mikrovlákna                     | technologie meltblown nebo spunlace (ø cca 2-8 µm)                                     | sport. oděvy, bytové textilie                                                           | Polartec                           |
| Hygroskopická vlákna            | chemicky modifikovaná navlhavost nad 10 %                                              | oděvní textilie                                                                         | Trevira MC, Aquamarble             |
| Vlákna se sníženou vznětlivostí | LOI 26                                                                                 | bytové textilie                                                                         | Trevira CC, Advansa                |
| Vlákna odpuzující mikroby       | příměs ionů stříbra                                                                    | medicínské oděvy                                                                        | Trevira Bioactive, Coomax fresh FX |
| Antistatická vlákna             | povrch s vrstvou sulfidu měďnatého nebo bikomponentní vlákna s obsahem uhlíku          | podlahové krytiny, ochranné oděvy                                                       | R-Stat S                           |
| Tavitelná vlákna                | a) vlákna tavitelná při 110-190 °C b) tavitelný plášť bikomponentů                     | netkané textilie pro hygienu, filtraci a pod                                            | Trilon, Trevira NSK                |

#### Polytrimetylentereftalát (PTT)
Polytrimetylentereftalát vzniká sloučením kyseliny tereftalové s 1.3 propandiolem. Výrobkům se říká také 3GT filamenty. Vlákno je velmi elastické (až 100 % opakování pružnosti), objemné, jako bikomponentní výrobek (PTT/PET) má velmi hebký omak.
Použití: filamenty na lehké sportovní oděvy, plavky, vlasové příze na koberce,
stříž na netkané textilie k technickým účelům
Značky: Corterra, Invista aj.

#### Polybutylentereftalát (PBT)
Polybutylentereftalát vzniká polykondenzací kyseliny tereftalové s 1.4 butandiolem. Vlákna se nazývají také 4GT filamenty. Elasticita a trvanlivost zkadeření tvarovaných filamentů má dosahovat téměř hodnoty elastanů.
Filamenty se často opřádají bavlnou nebo viskózou na jádrové příze k použití na módní sportovní oděvy a punčochové zboží.
Značky: Trevira ESP, Ticona, Mirhon WE aj.

#### Polyetylennaftalát (PEN)
Polyetylennaftalát vzniká polykondenzací dikarbonové kyseliny naftalinu s ethylglykolem. Vlákno dosahuje mimo jiné tažnou pevnost až 90 cN/tex, filamenty se používají na technické textilie (geotextilie, výztuž pneumatik aj.)
Podobné vlastnosti použití jako PEN mají polytrimetylennaftalátová (PTN) a polybutylennaftalátová (PBN) vlákna.

## Zacházení s výrobky z polyesterových vláken
Bílé nebo světlé pletené osobní prádlo se smí prát ve vařící vodě. Kravaty, šály, šátky a jiné "hedvábné" tkaniny však jen ve vlažné lázni. Mastné skvrny se smějí odstraňovat jen perchloretylenem nebo benzinem. Žehlit se mohou tyto výrobky jen přes mokrý hadr při teplotách do 160 °C. U směsových tkanin z polyester/vlna smí teplota prací lázně jít jen do 30 °C a u žehličky nesmí přesáhnout 150 °C.

## Vliv na životní prostředí
Polyesterová vlákna a výrobky z nich jsou největším zdrojem mikroplastů zamořujících přírodu. K uvolňování mikroplastů dochází zejména během praní oblečení vyrobeného z polyesteru, kdy se během jednoho pracího cyklu uvolní statisíce malinkatých polyesterových vlákének a úlomků.

## Vliv na lidské zdraví
U polyesteru byl stejně jako u jiných syntetických vláken prokázán negativní vliv na plíce, pokud dochází k vdechování jeho drobných vláken. Existuje řada studií poukazujících na to, že u dělníků pracujících ve fabrikách zpracovávajících syntetická vlákna, včetně polyesteru, se časem rozvinuly příznaky jako kašel a dušnost v důsledku chronických zánětlivých reakcí způsobených vlákny usazenými v plicích, jenž zde vzhledem ke své nerozložitelnosti mohou zůstat i trvale. To v případě dlouhodobé vysoké expozice vede až k rozvoji idiopatické plicní fibrózy.